# Pedro Zaraza
Pedro Zaraza is een gemeente in de Venezolaanse staat Guárico. De gemeente telt 64.000 inwoners. De hoofdplaats is Zaraza.